# 왕기 (공석)
왕기(王頎)는 중국 삼국시대 위나라의 장수이며, 자는 공석(孔碩)으로, 동래군 사람이다.

## 동방 원정
238년, 공손연이 위나라에 반기를 들다가 사마의에게 토벌당한 이후, 궁준(弓遵)과 유무(劉茂)등과 함께 고구려의 영토를 침범하여 현도군 태수가 되었다.
242년, 관구검을 도와 고구려를 침공하였다. 그러나 비류수(沸流水) 양구(梁口)에서 동천왕에게 격파 당하였고, 동부여에 찾아가 군량을 제공 받았고, 고구려를 공격케 하였다. 그러나 지형이 험했기 때문에 공격은 실패로 돌아갔다.
244년, 관구검과 함께 반격하여 고구려의 수도 환도성을 함락하고 귀환하였다. 다음해, 관구검의 명으로 추격대장이 되어 동천왕을 추격했다.
246년, 고구려의 충장 유유의 계책으로 죽임을 당하고 패배하여 본국으로 돌아갔다.(이때 유유가 살해한 인물이 왕기라고 하는데, 왕기는 그 후에도 등장하므로 다른 인물이라고 보아야 한다.)
247년, 대방군 태수로 야마타이국의 히미코가 구누국(狗奴国)과 불화 중이어서 전쟁을 하고 있었기에 그들과 화해할 것을 권유하기도 했다.

## 촉나라 정벌
263년, 등애의 부장으로 촉 정벌전에 참전하여 견홍(牽弘)과 함께 면죽관(綿竹關)을 함락 시켰으며, 등애가 성도(成都)에 입성하였을때, 견홍과 같은 등애의 장수들과 함께 익주의 각 군의 태수로 봉해졌다.

## 《삼국지연의》에서의 왕기
삼국지연의에서는 왕기가 고구려와 전쟁을 치른 내용은 등장하지 않고, 263년, 촉 정벌전에 등애의 부장으로 참전하여 견홍과 함께 면죽관을 함락시켰으며, 등애가 성도로 입성하였을 때, 견홍과 같은 등애의 장수들과 익주의 각 군의 태수로 임명되었다.